# María Teresa Prieto Fernández de la Llana
María Teresa Prieto Fernández de la Llana (Oviedo, 1896 - Ciutat de Mèxic, 24 de gener de 1982) fou una compositora asturiana que durant la Guerra Civil espanyola va emigrar a Mèxic.

## Biografia

### Inicis
María Teresa Prieto nasqué l'any 1896 a Oviedo en una família vinculada a la música. La formació que rebé a Oviedo marcà la seva vida i fou una etapa clau per poder comprendre la seva obra. María Teresa Prieto estudià piano amb Saturnino del Fresno (1867-1952), el qual fou el responsable que ella entrés en contacte amb la música de Johann Sebastian Bach, música que influiria molt a Prieto. La seva primera composició, Escena de niños, és una obra per piano que està recollida a la revista Música l'any 1917.

### Continuació dels estudis
Prieto es va traslladar a Madrid, des d'on cursà estudis d'harmonia al Conservatori de Madrid amb el professor Benito García de la Parra (1884-1953). García de la Parra la impulsà vers l'ús d'escales modals, tret que la va influenciar notablement, ja que la modalitat és un dels trets més constants en l'obra de la compositora.

### L'exili
Amb l'esclat de la Guerra Civil espanyola l'any 1936, son germà Carlos li aconsellà que embarqués com més aviat millor cap a Mèxic, on ell gaudia d'una bona situació econòmica i prosperitat empresarial. María Teresa Prieto va accedir i arribà a Mèxic l'1 de desembre de 1936 entre altres molts intel·lectuals espanyols que es van exiliar en aquest país, essent molt ben acollits pel president Lázaro Cárdenas (1895-1970). En el cas de la compositora no es tracta en sentit estricte d'un exili polític, sinó que més aviat fou com a artista transterrada. Alguns dels intel·lectuals que van a Mèxic fugint de la situació d'Espanya foren Adolfo Salazar (1890-1958), Rodolfo Halffter, Jesus Bal y Gay (1905-1993), etc.
El propi germà de la compositora (Carlos Prieto), va tenir un paper important acollint i ajudant de manera desinteressada als exiliats. La seva casa va ser un centre intel·lectual de reunió, on es realitzaven vetllades i reunions per les quals passaven científics, pensadors, pintors, literats i músics tals com: Darius Milhaud, Carlos Chávez, Ígor Stravinski (1882-1971), Rodolfo Halffter, Adolfo Salazar, Jesus Bal y Gay, et alt. La compositora viurà doncs immersa en aquest context cultural, ja que des de la seva arribada a Mèxic s'instal·la a casa de son germà a San Angel a un àtic en el que tindrà totes les comoditats per a poder prosseguir la seva formació i creació compositiva.
María Teresa també va conèixer a Manuel M. Ponce, el qual fou el seu últim mestre. Carlos Chávez va dirigir l'estrena de la major part de les seves obres orquestrals. A Califòrnia estudià amb Darius Milhaud, durant algunes temporades que passà en aquest estat americà.

### Estil compositiu
L'autora té una petita llista d'obres de difícil catalogació que pertanyen a un període de joventut o període formatiu compostes a la seva arribada a Mèxic. En aquest període, Prieto va rebre classes del mestre Manuel M. Ponce. Sens dubte, Ponce era un dels grans compositors mexicans i un dels personatges més destacats a Hispanoamèrica. Va viure en primera persona l'època de la revolució mexicana i va ser un dels fundadors del nacionalisme, sent capaç de desempolsar la música folklòrica mexicana. Aquest fet influirà en la utilització de trets folklòrics en moltes de les composicions de l'autora.
La compositora decideix, al cap d'un temps, compondre de forma una miqueta lliure, separant-se de l'estudi acadèmic que li proposava Ponce, aconseguint -a més a més- que un dels deixebles del mestre -Carlos Chávez- es comprometés a estrenar la seva primera simfonia. Chávez va ser un dels compositors i directors hispanoamericans més destacats del segle xx, deixant una important petjada en la història de la música contemporània mexicana. Serà, a més a més, un altre dels grans mestres de la compositora, que aconseguirà acostar-la al món de l'orquestració, a més de dirigir amb posterioritat gran part de la seva obra orquestral.
Durant les dècades de 1940 i començaments de la de 1950, la figura de María Teresa Prieto estarà molt present en la música mexicana d'aquest moment, a causa que la seva música formava part de la majoria dels programes que es van organitzar durant aquests anys a la capital mexicana. Es van interpretar i estrenar nombroses obres de la compositora en les temporades de l'Orquestra Simfònica de Mèxic en el Palau de Belles arts, entre molts altres esdeveniments i programacions de gran repercussió. Un dels fets més importants a l'hora d'abordar aquesta presència és la direcció de Carlos Chávez al capdavant de l'Orquestra Simfònica de Mèxic. Durant aquest període es van estrenar diverses obres simfòniques de l'autora, de gran qualitat musical i important repercussió en la premsa del moment i entre el públic mexicà. Entre les obres que es van estrenar de la compositora durant aquest període cal destacar la seva primera obra orquestral Impressió Simfònica, de 1940; les seves tres primeres simfonies: Simfonia Asturiana, de 1942, Simfonia Breu, de 1945, Simfonia de la Dansa Primera, de 1949, la Simfonia Cantabile, de 1954; el seu poema simfònic Chichén Itzá -de 1943- o una altra de les seves obres per a orquestra com a Variació i Fuga, de 1946.
A la fi de la dècada de 1950, la compositora va començar a interessar-se per un vessant musical que -derivada de la seva obsessió pel contrapunt- li proporcionés noves formes d'expressió. Ho va trobar en el dodecafonisme -que va estudiar amb afany- en pròpies paraules del seu nebot, Carlos Prieto. Va ser en aquesta etapa en la qual la compositora va tenir una relació més propera amb Rodolfo Halffter. Aquest acudia assíduament a la seva casa -a San Ángel- per impartir-li classes privades, en les quals el músic la va instruir a les bases de la composició dodecafònica. Els ensenyaments de Rodolfo van deixar una forta petjada en l'evolució estilística de la compositora, encara que aquest avanç es pugui veure com alguna cosa normal dins del seu camí compositiu. Entre les obres que es poden destacar d'aquest període són: Tema variat i fuga, de 1963-1967; 24 Variacions, de 1964; Fuga serial per a quartet de corda, de 1965 o Quadres de la Naturalesa, de 1965-1967.
Era una cosa molt habitual que la compositora expressés els seus sentiments, vivències i records d'una altra manera diferent a la música, en el qual l'escriptura era un altre dels seus mitjans d'expressió. Pirulín va ser una narració verídica que va finalitzar en 1962 i que explica la història d'un ocellet que visitava la finestra de la seva habitació i que l'acompanyava cantant quan ella tocava el piano. La passió per la naturalesa de la compositora és més que evident en tota la seva obra musical però també està molt present en els seus escrits. “Pirulín m'espera tots els matins ansiosament a la terrassa; quan em veu, sacseja les seves plometes i ve cap a mi fregant-me tovament amb les seves ales; després es posa en alguna branca, canta la seva cançó en Do menor i, en un vol ideal, gira una altra vegada sobre el meu cap acariciant-me els cabells.”
L'obra de María Teresa Prieto, i molt especialment la seva producció simfònica, evoca a la seva Astúries perduda. La seva música ha estat dirigida per Erich Kleiber, qui va estar a càrrec de l'estrena d'una de les seves simfonies. Carlos Chávez va dirigir el seu Adagio e fuga així com la seva Simfonia asturiana, i Ataúlfo Argenta va dirigir l'estrena a Espanya de la seva Simfonia breu i de Chichen-Itzá, entre d'altres.
La seva producció nostàlgica de l'Espanya llunyana i perduda, està presidida per l'extrema senzillesa i elegància. En la seva música conviuen els records de la infància i l'ús del contrapunt.

### Última etapa i mort
A la seva última etapa, Prieto reprèn la composició per a veu i piano, un gènere molt utilitzat per l'autora durant gran part de la seva carrera i amb el qual començaria de manera professional en el món de la creació musical. Això ens porta a pensar que la compositora va pretendre tancar el seu catàleg amb la mateixa formació amb la qual havia començat la seva carrera. Però no seria totalment cert això, car la seva última composició fou una adaptació per a orquestra del cicle per a veu i piano, Canciones Modales.
Després de dedicar tota la seva vida a la música, la seva salut havia començat a debilitar-se i el 24 de gener de 1982 va morir acompanyada per llurs éssers estimats.

## Obres

### Música simfònica
- Chichen Itzá, Poes, 1942
- Impresión sinfónica, p, Orq. 1942
- Sinfonía asturiana, 1942
- Sinfonía breve, 1945
- Variaciones y fuga, 1946;
- Oración de quietud, Poes, V, Orq, 1949
- Sinfonía cantabile, 1956
- Doce miniaturas, vn, Orq, 1957
- Seis canciones modales, V, Orq (EMM. 1963)
- Ave María, V, Orq (EMM, 1966)
- Suite sinfónica, 1967
- Cuadro de la naturaleza, 1967
- Tema variado y fuga, 1968
- Sonata modal, V, Orq, 1972-74

### Veu i piano
- Seis melodías, 1940 (G. Schirmer)
- Odas celestes, 1947 (EMM, 1952)
- Córdoba, lejana y sola, 1970
- Camino, 1971
- Cuatro canciones (EMM, 1971)
- Fuga para aliento

### Música de cambra
- Adagio y fuga, vc, p, 1948 (EMM, 1953)
- Cuarteto para cuerda en Sol mayor, 1951
- Fuga para cuerda en Si bemol menor, 1952
- Fuga postdodecafónica para cuerda, cuart, 1953
- Cuarteto en Fa menor, 1954
- Cuarteto modal, cu, 1957 (EMM, 1959)

### Piano sol
- 24 Variaciones, 1961 (EMM, 1964)